# 얼스터 은행
얼스터 은행(영어: Ulster Bank, 아일랜드어: Banc Uladh)은 대형 소매은행이자 아일랜드의 전통적인 어음 교환 협정 은행들 가운데 하나이다. 본사는 벨파스트(영국 북아일랜드)와 더블린(아일랜드)에 위치해 있다.
얼스터 은행은 1836년 The Ulster Banking Company이라는 사명으로 얼스터 벨파스트에 설립되었다. 1917년 London County and Westminster Bank에 의해 인수되었다.